# Parafia Matki Bożej Fatimskiej w Mistowie
Parafia Matki Bożej Fatimskiej w Mistowie – parafia rzymskokatolicka należąca do dekanatu mińskiego - Narodzenia NMP, diecezji warszawsko-praskiej, metropolii warszawskiej Kościoła katolickiego. 
Ośrodek duszpasterski utworzono w 1997. Parafia erygowana w 2017. Mieści się pod numerem 1. Od 2009 jest prowadzona przez Wspólnotę Chemin Neuf.

## Zasięg parafii
Do parafii należą wierni z następujących miejscowości: Anielinek, Leontyna, Mistów i Porąb (tylko Marcelin)